# Simulium konkourense
Simulium konkourense är en tvåvingeart som beskrevs av Boakye, Post, Mosha och Quillevere 1993. Simulium konkourense ingår i släktet Simulium och familjen knott.
Artens utbredningsområde är Sierra Leone. Inga underarter finns listade i Catalogue of Life.